# GAC Fiat Changsha
GAC Fiat Changsha es una fábrica de automóviles propiedad de GAC Fiat, joint venture de capital compartido a partes iguales entre el Grupo GAC y Fiat Group Automobiles. Se encuentra ubicada en la ciudad de Changsha, capital de capital de la provincia de Hunan, en China. Fue inaugurada el 28 de junio de 2012.

## Descripción
La planta ocupa una superficie de 730.000 metros cuadrados. Tiene una capacidad anual instalada para 140.000 automóviles y 220.000 motores. Para posteriores fases se ha establecido que la producción anual será de entre 250.000 y 300.000 automóviles, aunque la planta puede expandirse para producir hasta 400.000 unidades al año. La inversión en la planta rondó los 5.000 millones de yuanes (630 millones de euros).

## Historia
El 6 de julio de 2009 se firma en Roma, en presencia del primer ministro italiano Silvio Berlusconi y el presidente chino Hu Jintao, el primer acuerdo de cooperación entre Fiat Group Automobiles y el Grupo GAC. El 29 de abril de 2010 comienzan las obras del complejo de Changsha.  El 23 de abril de 2012 se presenta en el Salón del Automóvil de Pekín el Fiat Viaggio, primer producto de la sociedad, que será fabricado en la planta de Changsha. El 28 de junio de 2012, coincidiendo con la puesta en producción de las líneas de montaje del Viaggio, la planta fue inaugurada oficialmente en presencia de Sergio Marchionne, consejero delegado de Fiat S.p.A.

## Producción
En la planta de GAC Fiat se producen actualmente los siguientes modelos:
- Fiat Viaggio[11]
- Fiat Ottimo
- Jeep Renegade